# ZIDOK
ZIDOK(지독)은 대한민국의  소리꾼이다. 2021년 싱글 《날開(WINGS)》로 데뷔했다.
감귤서리단에서래퍼로 활동하고 있다.

## 방송
- Rap in Haeundae (2013) - 인기상(그만헤엄)
- 수퍼비의 랩 학원 (2019) - Top44
- Show Me The Money 10 (2021) - Top 10만

## 음반
- 날開(WINGS) (2021)
- 섬(Polaris) (2021)
- Dance (2021)
- De-hydration (2022)
- Mother Soccer(Feat. 수퍼비) (2023)